# جلجامش (أوبرا بروكي)
للأوبرا التركية عام 1963 انظر جلجامش (أوبرا كودالي)، للموشحة الدينية باللغة التشيكية انظر جلجامش (مارتين)

جلجامش (السيريلية الصربية: Гилгамеш) هي أوبرا في ثلاثة أعمال من قبل رودولف بروكي. ليبريتو من قبل آرسنيجي آرسا ميلوسيفيتش على أساس ملحمة جلجامش السومرية. عرضت لأول مرة في الثني من تشرين الثاني / نوفمبر 1986 في المسرح الصربي الوطني في نوفي ساد.

## الأدوار
- جلجامش، ملك سومر – باريتون
- إنكيدو، صديقه وشقيقه – تينور
- كاهنة في معبد عشتار – سوبرانو
- ريشات، أُم جلجامش – ميزو-سوبرانو
- عشتار، إلهة الحب والخصوبة السومرية – ميزو-سوبرانو
- سيدوري سابيتو، حارس مدخل حديقة الآلهة – سوبرانو
- أرورو، آلهة الخلق السومرية – سوبرانو
- أوتنابيشتيم, سلف جلجامش – باس
- زوجة أوتنابيشتيم – ميزو-سوبرانو
- الصياد / أور-شانابي / بحار أوتنابيشتيم – تينور
- الكاهن الأول – تينور
- الكاهن الثاني – باس
- أنو، إله السماء / يا، إله الماء والحكمة / شمش، إله الشمس – باس
- الرجل العقرب – صوت الذكور (دور ناطق)
- المرأة العقرب – صوت الأنثى (دور ناطق)
- خومبابا، شيطان – روبوت
- الثعبان – راقصة
- شعب أوروك، الجنود، الحرس، الكهنة، الكاهنات، العذارى في خدمة عشتار، الراقصات

## وصلات خارجية
اوبرا جلجامش باللغة الصربية في sr.wikibooks.org